# Tanja Ariane Baumgartner
Tanja Ariane Baumgartner (geboren in Rheinfelden) ist eine deutsche Mezzosopranistin. Sie sang in London, Paris, Wien, Zürich, Berlin und Hamburg, bei den Festspielen von Bayreuth, Edinburgh und Salzburg, in Nord- und Südamerika sowie in Japan.

## Leben und Werk
Tanja Ariane Baumgartner studierte zunächst Violine an der Hochschule für Musik in Freiburg im Breisgau. Danach absolvierte sie Gesangsstudien in Karlsruhe, Wien und Sofia. Im Vorsingen präsentierte sie sich als Sopran und gab so schwierige Partien wie die Königin der Nacht in Mozarts Zauberflöte. Während ihrer Wiener Studienzeit lernte sie am Stehplatz der Wiener Staatsoper große Teile des Repertoires kennen. In der Schöpfung, in den Jahreszeiten und im Elias wurden ihr Sopransoli übertragen, eine ihrer ersten Opernpartien war an der Jungen Oper in Stuttgart, in einer Kinderoper. Dann kam der Wechsel ins tiefere Fach, Mezzosopran. Sie debütierte als Rosina im Barbiere di Siviglia am Schönbrunner Schloßtheater (in einer Produktion der Wiener Kammeroper) und ging 2003 als Ensemblemitglied nach Luzern in der Schweiz. Dort sang sie eine Vielzahl von kleinen, mittleren und auch großen Mezzo-Partien und lernte den Bühnenalltag kennen. Parallel dazu gastierte sie am Theater Basel, als Eboli oder 2008 als Titelheldin in einer Hans-Neuenfels-Inszenierung der Schoeck’schen Penthesilea. Dies Produktion wurde in der Kritikerumfrage der Fachzeitschrift Opernwelt zur „Inszenierung der Jahres“ gekürt. Baumgartner gehörte von 2009 bis 2020 dem Ensemble der Oper Frankfurt an. Im Sommer 2010 debütierte sie bei den Salzburger Festspielen, bei denen sie im Lauf der Jahre vier zentrale Rollen in Opern des 20. Jahrhunderts übernehmen sollte. 2010 war sie die Gräfin Geschwitz in Lulu von Alban Berg, 2012 die Charlotte in den Soldaten von Bernd Alois Zimmermann, 2018 die Agave in The Bassarids von Hans Werner Henze und 2020/21 die Klytemnästra in der Elektra von Richard Strauss. In Frankfurt erarbeitete sie sich parallel dazu ein Repertoire, welches vom Barock bis in die Gegenwart reichte. Sie sang in Frankfurt die Cornelia in Händels Giulio Cesare in Egitto, Prinzessin Eboli und die Amneris, Carmen, Charlotte in Massenets Werther und die Tigrana in Puccinis Edgar, die Fremde Fürstin in Dvořáks Rusalka, eine Reihe von Richard-Strauss-Opern, darunter die Amme in der Frau ohne Schatten und die Gaea in Daphne, erneut in der Titelpartie von Schoecks Penthesilea sowie im modernen Fach die Jocaste in Enescus Oedipe oder die Gora in der deutschen Erstaufführung von Reimanns Medea.
Es folgten ab 2013 die Jahre des internationalen Durchbruchs: erst die Clairon im Capriccio am Royal Opera House Covent Garden und die Judith in Herzog Blaubarts Burg beim Edinburgh International Festival, dann die Brangäne in Tristan und Isolde an der Deutschen Oper Berlin, die Judith in Toulouse und die Clairon im Theater an der Wien und schließlich das Rollendebüt als Küsterin in Jenůfa in Santiago de Chile. Die folgenden Rollendebüts wurden von den Salzburger Festspielen als „spektakulär“ und „umjubelt“ beschrieben – die Ortrud an der Hamburgischen Staatsoper, die Cassandre in Les Troyens an der Oper Frankfurt, die Fricka bei den Bayreuther Festspielen 2017 und danach an der Lyric Opera of Chicago. In den Folgejahren komplettierte die Sängerin ihr Repertoire mit der Azucena im Trovatore und der Maddalena im Rigoletto sowie der Fürstin von Bouillon in Adriana Lecouvreur. Mit einigen Wagner-Partien debütierte sie an für sie neuen Opernbühnen – als Kundry im Parsifal an der Vlaamse Opera von Antwerpen, am Grand Théâtre de Genève und an der Canadian Opera Company in Toronto, als Venus im Tannhäuser an der Oper Zürich, als Mary im Fliegenden Holländer an der Bayerischen Staatsoper in München. Zu einem späten Debüt kam es im Juni 2021 an der Wiener Staatsoper, als Ortrud im Lohengrin. Im Juni 2024 übernahm sie die Rolle der Angèle Esther in der Uraufführung Melancholie des Widerstands von Marc-André Dalbavie an der Staatsoper Unter den Linden.
Tanja Ariane Baumgartner ist auch eine Konzertsängerin, die mit den Münchner Philharmonikern in München und Hamburg oder mit dem Orchestre Philharmonique de Radio France in Paris konzertierte. Sie sang Mahlers Lied von der Erde oder das Altsolo in Beethovens 9. Sinfonie, zuletzt in mehreren Konzerten in Japan. Im Linzer Brucknerhaus sollte sie die Giuditta in Mozarts Betulia liberata übernehmen, doch fiel das Konzert COVID-19-bedingt aus. Stattdessen wurde sie gebeten, beim Brucknerfest 2021 Das klagende Lied von Gustav Mahler zu interpretieren, begleitet vom Brucknerorchester unter Leitung von Markus Poschner. Das Altsolo in Beethovens Missa solemnis sang sie in Dresden unter Leitung von Marek Janowski. 2025 wurde sie von den Wiener Philharmonikern eingeladen, in den Abonnementkonzerten Das Lied von der Erde zu singen.

## Diskografie

### Lied & Orchesterwerke
- Das klagende Lied von Gustav Mahler (CD, Capriccio 2017). Live-Aufnahme vom 1./2. Dezember 2016 im Konzerthaus Wien mit dem ORF Radio-Symphonieorchester Wien unter der Leitung von Cornelius Meister.
- Sinfonie Nr. 2 c-Moll „Auferstehungssinfonie“ von Gustav Mahler (2 CD, DreyerGaido 2019). Aufnahme von 2018 mit den Stuttgarter Philharmonikern unter der Leitung von Gabriel Feltz.
- Complete Lieder, Vol. 3 – Die schlanke Wasserlilie, Weihnachtslied von Hans Pfitzner (CD, Naxos 2019).
- Streichquartett Nr. 2 mit Klarinette & Mezzosopran von Manfred Trojahn (CD, Wergo 2019).
- Sämtliche Lieder von Erwin Schulhoff (3 CD, bastille musique 2020). Produktion des SWR im Hans-Rosbaud-Studio Baden-Baden 2016–2018. Es handelt sich um eine Gesamtaufnahme aller 89 Lieder Erwin Schulhoffs – gemeinsam mit Sunhae Im und Britta Stallmeister (beide Sopran) sowie Hans Christoph Begemann (Bariton). Das SWR-Projekt wurde von Klaus Simon initiiert, der selbst das Notenmaterial dafür herausgab, welches in drei Bänden 2017 bei Schott Music erschien.

### Oper
Folgende ihrer Bühnenauftritte wurden mitgeschnitten und auf CD oder DVD/Blu-Ray veröffentlicht:
- Medea (als Gora) von Aribert Reimann (2 CD, OehmsClassics 2011). Mitschnitt der Premiere vom 5. September 2010 an der Oper Frankfurt. Frankfurter Opern- und Museumsorchester unter der Leitung von Erik Nielsen.
- Lulu (als Gräfin Geschwitz) von Alban Berg (DVD, EuroArts 2012). Mitschnitt aus der Aufführungsserie 2010 der Salzburger Festspiele. Wiener Philharmoniker unter der Leitung von Marc Albrecht.
- Die Walküre (als Grimgerde) von Richard Wagner (4 CD, OehmsClassics 2011). Mitschnitt der Aufführungsserie 2010 an der Oper Frankfurt. Frankfurter Opern- und Museumsorchester unter der Leitung von Sebastian Weigle.
- Die Walküre (als Grimgerde) von Richard Wagner (DVD, OehmsClassics 2014). Mitschnitt der Aufführungsserie Juni/Juli 2012 an der Oper Frankfurt. Frankfurter Opern- und Museumsorchester unter der Leitung von Sebastian Weigle.
- Die Soldaten (als Charlotte) von Bernd Alois Zimmermann (DVD/Blu-Ray,  Unitel Edition 2013). Mitschnitt aus der Aufführungsserie 2012 der Salzburger Festspiele. Wiener Philharmoniker unter der Leitung von Ingo Metzmacher.
- Die Frau ohne Schatten (als Amme) von Richard Strauss (3 CD, OehmsClassics 2015). Mitschnitt aus der Aufführungsserie 2014 an der Oper Frankfurt. Frankfurter Opern- und Museumsorchester unter der Leitung von Sebastian Weigle.
- Xerxes (als Amastre) von Georg Friedrich Händel (DVD/Blu-Ray, C Major Entertainment 2018). Mitschnitt aus Januar 2017 an der Oper Frankfurt. Frankfurter Opern- und Museumsorchester unter der Leitung von Constantinos Carydis.
- The Bassardis (als Agave/Venus) von Hans Werner Henze (DVD/Blu-Ray, Arthaus Musik 2019). Mitschnitt aus der Aufführungsserie 2018 der Salzburger Festspiele. Wiener Philharmoniker unter der Leitung von Kent Nagano.
- Elektra (als Klytämnestra) von Richard Strauss (DVD/Blu-Ray,  Unitel Edition 2021). Mitschnitt aus der Aufführungsserie 2020 der Salzburger Festspiele. Wiener Philharmoniker unter der Leitung von Franz Welser-Möst.

### Gastauftritte
- „Love and Despair“ von Andreas Bauer Kanabas (CD, OehmsClassics 2021). Aufgenommen vom 20.-22.6.2019 in der Great Concert Hall „Große Gilde“ Riga mit dem Lettischen Festivalorchester (LFO) unter der Leitung von Karsten Januschke. Auszug aus Herzog Blaubarts Burg von Béla Bartók, op. 11, Szene 48. Blaubart und Judith. Tür 7: “Lásd a régi asszonyokat”.